# Neusticurus
Neusticurus — рід ящірок родини гімнофтальмових (Gymnophthalmidae). Представники цього роду мешкають в Південній Америці. За результатами дослідження 2004 року низку видів, яких раніше відносили до роду Neusticurus, було переведено до роду Potamites.

## Опис
Представники роду Neusticurus — стрункі ящірки довжиною до 30 см. Вони мають маленькі сплющені голови, товсті і короткі шиї та довгі і стрункі кінцівки. На спині у них є 7 рядів великих клиноподібних лусок, між якими росташовані дрібні пласкі луски. Вони живуть у вологих тропічних лісах, ведуть напівводний спосіб життя. Живляться водними комахами, пуголовками, дрібною рибою, жабами і кільчастими черв'яками.

## Види
Рід Neusticurus нараховує 7 видів:
- Neusticurus arekuna Kok, Bittenbinder, van den Berg, Marques-Souza, Sales Nunes, Laking, Teixeira, Fouquet, Means, MacCulloch & Rodrigues, 2018
- Neusticurus bicarinatus (Linnaeus, 1758)
- Neusticurus medemi Dixon & Lamar, 1981
- Neusticurus racenisi Roze, 1958
- Neusticurus rudis Boulenger, 1900
- Neusticurus surinamensis L. Müller, 1923
- Neusticurus tatei (C.E. Burt & M.D. Burt, 1931)

## Етимологія
Наукова назва роду Neusticurus походить від сполучення слів дав.-гр. νευστικος — плаваючий і ουρα  — хвіст.